# Mawlamyine
Mawlamyine (eller Mawlamyaing, tidigare Moulmein) är huvudstaden för delstaten Mon. Staden ligger cirka 30 mil sydost om Rangoon och folkmängden uppgår till cirka en kvarts miljon invånare, vilket gör den till en av landets största städer.